# José de Mesquita
Pour les articles homonymes, voir Mesquita.
 (août 2025).
Si vous disposez d'ouvrages ou d'articles de référence ou si vous connaissez des sites web de qualité traitant du thème abordé ici, merci de compléter l'article en donnant les références utiles à sa vérifiabilité et en les liant à la section « Notes et références ».
José Barnabé de Mesquita (généralement connu sous le nom de José de Mesquita), né le 10 mars 1892 à Cuiabá et mort le 22 juin 1961 dans la même ville, est un poète brésilien parnassien, romancier, conteur, historiographe, journaliste, essayiste, généalogiste et juriste.

## Biographie
José de Mesquita est diplômé de la Faculté de droit de l'université de São Paulo en 1913.
A été juge à la Cour de justice de l'État du Mato Grosso, et a été son président pendant 11 années consécutives (1929-1940). 
A été l'un des fondateurs de l'Institut historique en 1919, et de l'Académie des lettres du Mato Grosso, en 1921, dont il a été membre fondateur et président depuis sa fondation jusqu'à sa mort en 1961. 
Son livre, Miroir des âmes : histoires, a été récompensé par le prix de l'Académie brésilienne des lettres, à Rio de Janeiro, en 1932. 
Il était membre correspondant de l'Institut historique et géographique brésilien, basé à Rio de Janeiro, depuis 1939. 
Il était également membre correspondant de la Fédération des académies des lettres du Brésil, basée à Rio de Janeiro, depuis 1939.